# Comuna Strilkî, Peremîșleanî
Strilkî (în ucraineană Стрілки) este o comună în raionul Peremîșleanî, regiunea Liov, Ucraina, formată din satele Mali Lankî, Mostîșce, Stokî, Strilkî (reședința), Vileavce și Volove.

## Demografie
Componența lingvistică a comunei Strilkî
     Ucraineană (99,86%)
     Alte limbi (0,14%)
Conform recensământului din 2001, majoritatea populației comunei Strilkî era vorbitoare de ucraineană (99,86%), existând în minoritate și vorbitori de alte limbi.